# Erick Almonte
Erick R. Almonte (nacido el 1 de febrero de 1978 en Santo Domingo) es un infielder/outfielder dominicano que jugó   para la organización Cerveceros de Milwaukee. Fue firmado originalmente por los Yanquis de Nueva York como amateur en 1996. Hizo su debut en Grandes Ligas en 2001, para los Yankees.

## Carrera
Almonte fue firmado por los Yanquis de Nueva York como amateur el 12 de febrero de 1996. Pasó cuatro años en las menores antes de ser llamado a filas en 2001. Hizo su debut el 4 de septiembre de 2001. Después de pasar la temporada de 2002 en el sistema de ligas menores de los Yanquis, fue llamado a filas en 2003 para reemplazar al lesionado Derek Jeter, siendo el campocorto titular del equipo hasta el regrero de Jeter.
Almonte pasó la temporada 2004 en la organización de los Rockies de Colorado después de ser liberado por los Yankees. En noviembre de 2004, los Indios de Cleveland lo firmaron con un contrato de ligas menores, pero no llegó a jugar ningún partido con ellos. Los Indios vendieron su contrato a los Hokkaido Nippon-Ham Fighters de la Liga Japonesa del Pacífico. En 2006, jugó para los Long Island Ducks de la Atlantic League of Professional Baseball.
El 31 de octubre de 2007, firmó un contrato de ligas menores con los Tigres de Detroit. Se convirtió en agente libre tras la temporada de 2008 y firmó un contrato de ligas menores con los Cachorros de Chicago en enero de 2009. Se convirtió en agente libre durante la pretemporada, y firmó un contrato de ligas menores con los Cerveceros de Milwaukee. Jugó todas las temporadas de 2009 y 2010 en el equipo Triple-A, Nashville Sounds. Su contrato de ligas menores fue adquirido por los Cerveceros en la conclusión de los entrenamientos de primavera de 2011. Almonte bateó su primer jonrón en casi 10 años para los Cerveceros ante los Rojos de Cincinnati el 2 de abril de 2011. Fue enviado nuevamente al equipo de Triple-A, Nashville Sounds el 3 de junio de 2011.

## Trivia
- Su hermano, Héctor, jugó en las Grandes Ligas de 1999 a 2003 para los Florida Marlins, Medias Rojas de Boston y Expos de Montreal.
- Los fanáticos lo llaman "E9" y "Ericka"
- Se convirtió en el primer jugador de Grandes Ligas en ser colocado en la lista de lesionados de conmoción cerebral de 7-días el 26 de abril de 2011.
  - En República Dominicana juega actualmente con los Leones del Escogido, ya que fue dejado como agente libre por el equipo de las Águilas Cibaeñas.